# Polikarpow
Biuro Projektowe Polikarpowa – radzieckie OKB (biuro projektowe), założone przez inżyniera lotniczego Nikołaja Polikarpowa. Po śmierci założyciela – 30 lipca 1944 roku, budynki biura zostały przejęte przez Ławoczkina, fabryki zajął Suchoj, a inżynierzy znaleźli pracę w OKB MiGa. Główna kwatera znajdowała się przy zakładzie Nr 1 w Moskwie.

## Projekty
- R-1 – dwupłatowy samolot rozpoznawczy wzorowany na brytyjskim bombowcu Airco DH.9
- R-2 – dwupłatowy samolot rozpoznawczy wzorowany na R-1
- MR-1 – wodna wersja R-1
- PM-1 (P-2) – dwupłatowy samolot pasażerski
- PM-2 – wodnosamolot
- Po-2 – wielozadaniowy dwupłatowiec
- I-1 (IL-400) – prototyp myśliwca
- DI-1 (2I-N1) – prototyp dwupłatowego, dwumiejscowego myśliwca
- P-2 – dwupłatowy samolot szkolno-treningowy
- I-3 – dwupłatowy myśliwiec
- R-4 – dwupłatowy samolot rozpoznawczy (rozwinięcie R-1)
- DI-2 (D-2) – dwupłatowy, dwumiejscowy myśliwiec
- TB-2 – prototyp dwusilnikowego, dwupłatowego bombowca
- R-5 – dwupłatowy samolot rozpoznawczy
- P-5 – wersja transportowa R-5
- SSS – lekki bombowiec (rozwinięcie R-5)
- R-Z – samolot szturmowy (rozwinięcie R-5)
- PR-5 – samolot pasażerski wzorowany na R-5
- I-5 – dwupłatowy myśliwiec
- I-6 – dwupłatowy myśliwiec
- I-15 – dwupłatowy myśliwiec
- I-16 – myśliwiec
- I-15bis – dwupłatowy myśliwiec
- I-153 (I-15ter) – dwupłatowy myśliwiec
- I-17 – myśliwiec
- I-180 – prototyp myśliwca
- I-185 – prototyp myśliwca
- Iwanow – samolot szturmowy
- WIT-1 – dwusilnikowy samolot szturmowy
- WIT-2 – rozwinięcie WIT-1
- PR-12 – samolot pasażerski (rozwinięcie R-5)
- SPB – dwusilnikowy bombowiec nurkujący (rozwinięcie serii WIT)
- I-190 – prototyp dwupłatowego myśliwca opartego na I-153
- TIS – prototyp dwusilnikowego ciężkiego myśliwca
- ITP – prototyp myśliwca
- NB – prototyp średniego bombowca
- BDP – szybowiec transportowy
- MP – motoszybowiec na podzespołach BDP
- Maljutka – odrzutowy myśliwiec (rozwój zarzucono po śmierci Polikarpowa)
- Limozin – lekki samolot transportowy (rozwój zarzucono po śmierci Polikarpowa)
- I-200 (MiG-1) – myśliwiec